# 양무호
양무호(揚武號)는 대한제국의 첫 번째 근대식 군함이었다.

## 배경
1866년 병인양요를 시작으로 한반도를 공격해온 서양의 근대식 군함 앞에 조선군은 속수무책이었다. 외세로부터 나라를 지키기 위해서는 반드시 근대식 군함을 마련해야만 한다는 것이 당시 고종의 생각이었다. 무리수를 두면서까지 양무호를 구입하려던 이유도 바로 이러한 연유 때문이었다. 양무호는 대한제국의 부국강병과 자주국방 정책의 상징이었다.
근대식 군함의 구입에 대한 준비는 1881년(고종 18년) 군비강화책의 일환으로 공채를 모집하면서부터였다. 그러나 원래 이 선박은 영국의 딕슨사에서 건조하여,1894년에 일본 미쓰이 물산이 25만엔에 구입해 9년간 사용한 석탄 운반선인 팰러스(Pallas)호인데, 이를 1903년에 조선 정부가 구조 수리비를 포함하여 총 판매가 55만엔(대한제국 돈 110만원)에 구입하였다.
미쓰이 물산은 현재 미쓰이 문고에 소장되어 있는 중역 회의록에 위와 같이 밝히고 있으며, "배가 워낙 커서 유지비가 많이 들기 때문에 석탄선으로 쓰기에는 채산성이 맞지 않아 대한제국 정부에 판매한다."는 내용으로 이를 뒷받침하고 있다. 110만원은 전체 400만원이 조금 넘는 군예산의 약 30%였고, 1903년 당시 대한제국 정부의 총 예산이 1,000만원이 약간 넘었던 것에 비하면 구매가가 정부 예산의 10%가 넘으니 고종이 무리수를 두어 구매를 강행했다고 볼 수 있다. 동년 4월 15일 인천에 입항한 이 석탄 운반선에 대포(80mm) 4문과 기관총(5mm) 2정을 장착하는 등 전투용으로 개조하여 군함으로 사용하였다.
1903년 9월 8일 일본유학을 마치고 귀국한 신순성(愼順晟)을 초대 함장으로 임명하여 이 양무호를 운행하게 하였다. 그러나 양무호는 군함으로써는 효율적이지 않았다. 워낙 낡아 운영비만 많이 들어갈 뿐 재대로 제 역할을 하지 못했다.
해군을 모집해 훈련을 하는 도중 1904년 러일 전쟁이 일어나 군사행위금지령이 내려졌고, 러일전쟁 직후인 1905년에는 을사늑약이 체결되어 사실상 일제의 내정간섭이 시작되었기 때문에 양무호는 대한제국이 망할 때까지 실제 국방에 도움이 되지 못했다.

## 함장
- 신순성 : 1903년 4월 1일 - 1904년 2월 27일

## 참고 하기
- 광제호(廣濟號, KIS Guangjae) - 대한제국의 두 번째의 군함.